# ريناتو باربييري
ريناتو باربييري (بالإيطالية: Renato Barbieri)‏ هو مجدف إيطالي، ولد في 15 يناير 1903 في ليفورنو في إيطاليا، وتوفي بنفس المكان في 11 نوفمبر 1980.

## وصلات خارجية
- ريناتو باربييري على موقع الاتحاد الدولي للتجديف (الإنجليزية)
- ريناتو باربييري على موقع اللجنة الأولمبية الدولية (الإنجليزية)
- ريناتو باربييري على موقع أوليمبيديا (الإنجليزية)
- ريناتو باربييري على موقع اللجنة الأولمبية الإيطالية (الإيطالية)